# دنور پیل
دنور پیل (انگلیسی: Denver Pyle؛ ۲۵ دسامبر ۱۹۲۰ – ۲۵ دسامبر ۱۹۹۷) یک هنرپیشه اهل ایالات متحده آمریکا بود. وی بین سال‌های ۱۹۴۷ تا ۱۹۹۷ میلادی فعالیت می‌کرد.
از فیلم‌ها یا برنامه‌های تلویزیونی که وی در آن نقش داشته است می‌توان به بانی و کلاید و سواره‌نظام اشاره کرد.